# Zaśpiewajmy poległym żołnierzom
Zaśpiewajmy poległym żołnierzom – przekrojowa kaseta wydana w 1998 roku przez firmę Pop Noise prezentująca najsłynniejsze utwory Rejestracji. Kaseta poświęcona została pamięci Sławka Kapłunowa (basisty zespołu).

## Lista utworów
1. Śmierć to ucieczka
2. Nowa generacja
3. Wyścig zbrojeń
4. Stwórca
5. Zaśpiewajmy poległym żołnierzom
6. Wokół nas (Układ)
7. Armia
8. Z twoich myśli tysiąc innych
9. Dla kogo jest przemoc
10. Wariat
11. Nigdy więcej faszyzmu
12. Darmowe wczasy
13. Bez litości
14. Nie dajmy nadejść burzy
15. Co możemy zrobić
16. Dokąd zmierzamy
17. Nie zobaczysz tego nigdy
18. Planowanie
19. Ciemność
20. Armia
21. Święta Ziemia
22. Już nie ma nic
23. Radio
24. Kontrola
25. Parweniusz
26. Dziecko
27. Prawo
28. Ekologia

- Utwory (1-4) pochodzą z bootlegu Kontrola. Zostały nagrane w studiu Radia Studenckiego "Klub Morski" w Toruniu w 1982 roku.
- Utwory (5-14) pochodzą z bootlegu Darmowe wczasy. Zostały nagrane w klubie "Od Nowa" w Toruniu w 1983 roku.
- Utwory (15-28) pochodzą z bootlegu Już nie ma nic!. Zostały nagrane w klubie "Od Nowa" w Toruniu w 1985 roku.

## Skład
- Grzegorz "Gelo" Sakerski - śpiew (1-28)
- Tomasz "Murek" Murawski - gitara (1-28)
- Sławomir "Sawana" Kapłunow - bas (1-14)
- Leszek "Kulka" Zawrot - bas (15-28)
- Tomasz "Siata" Siatka - perkusja (1-28)